# Bandad bekard
Bandad bekard (Pachyramphus versicolor) är en fågel i familjen tityror inom ordningen tättingar.

## Utseende
Bekarder liknar tyranner, medelstora tättingar med rätt platt huvud. Denna art är relativt liten. Hanen har distinkt gult ansikte, svart på hjässa och rygg samt tunna tvärband på undersidan som gett arten dess namn. Honan har grå hjässa, roströda vingar och mer jämngul undersida.

## Utbredning och systematik
Bandad bekard delas in i tre underarter med följande utbredning:
- Pachyramphus versicolor costaricensis: förekommer i fuktiga bergsskogar i Costa Rica och västra Panama (Chiriquí).
- Pachyramphus versicolor meridionalis: förekommer på östersluttning i Anderna från södra Ecuador till östra Peru och västra Bolivia.
- Pachyramphus versicolor versicolor: förekommer från östra och centrala Anderna i Colombia till västra Venezuela och Ecuador.

## Levnadssätt
Bandad bekard hittas i beskogade områden, även skogsbryn och ungskog. Där ses den enstaka eller i par, vanligen inte särskilt högt uppe i träden.

## Status och hot
Arten har ett stort utbredningsområde, men tros minska i antal, dock inte tillräckligt kraftigt för att den ska betraktas som hotad. Internationella naturvårdsunionen IUCN listar arten som livskraftig (LC). Beståndet uppskattas till i storleksordningen en halv till fem miljoner vuxna individer.